# Gorouol (Niger)
Gorouol est une localité et une commune de l'ouest du Niger et du département de Téra, dans la région de Tillabéri. Le siège de la municipalité rurale est le village de Kolmane.

## Géographie

### Situation
La localité de Gorouol est située dans la vallée de la rivière intermittente Gorouol, proche de la frontière du Burkina Faso à 65 km à l'ouest de Bankilaré. La commune est frontalière du Burkina Faso à l'ouest et du Mali au nord.
| Tessit ( Mali)          | Ouatagouna ( Mali) |        |
| Markoye ( Burkina Faso) | Gorouol            | Ayorou |
|                         | Bankilaré          |        |

## Histoire
Gorouol passe sous administration militaire française en 1899 dans le cercle de Sinder. La commune rurale de Gorouol est créée en 2002 dans le cadre de la réforme administrative nationale du canton de Gorouol/Yatakala. Au cours de cette période, Bankilaré est séparée de Gorouol en tant que commune rurale distincte. Yatakala est un village de la commune de Gorouol.

## Population
Lors du recensement général de 2012, la population communale est relevée à 66 276 habitants. La localité compte 1 130 habitants en 2012.

## Économie
Gorouol est situé dans une zone où prévaut l’agropastoralisme.